# Eyewitness News
Eyewitness News (Testemunha ocular,em tradução livre) é um formato de radiodifusão bastante utilizado em telejornais locais dos EUA e em outros países. É referido como um estilo particular de telejornalismo que combina a figura do ancora com a do Cinegrafista em ação.

## História

### Pioneirismo da Westinghouse
A primeira utilização do nome Eyewitness News ocorreu em abril de 1959. Nesse ano, a Westinghouse implantou o conceito de telejornalismo na KYW-TV de Cleveland, Ohio (atual WKYC), de propriedade do conglomerado. O telejornal combinava 90 minutos de noticias locais com 15 minutos de noticias nacionais e internacionais. O nome foi adotado em outras estações de TV pertencentes ao conglomerado como a KPIX (San Francisco) WJZ-TV (Baltimore) WBZ-TV (Boston) e KDKA-TV (Pittsburgh) e posteriormente se tornando padrão em todos os telejornais locais dessas emissoras.
Em 1965, após a transferência do nome da emissora para a Philadelphia, o diretor de jornalismo da emissora Al Primo implantou o  formato que hoje é conhecido como Eyewitness News. O formato possuía o seguinte esquema: os ancoras liam as informações e eram ágeis com a entrada das equipes de reportagem de qualquer lugar da região. Outra característica do formato é a presença de comentaristas que analisam os principais fatos do dia.
Ele utilizou a trilha sonora do filme Moscou Contra 007 como fundo musical. O formato se tornou sucesso imediato e garantiu a liderança antes ocupada por muitos anos pela KCAU-TV, posição mantida até a década de 1970, quando a emissora concorrente WFIL-TV criou o Action News, que se tornaria seu principal concorrente. KYW-TV usou o nome e o formato até 1991, quando a emissora reestruturou seu departamento de jornalismo e voltou a utilizar o nome já sob nova administração.

### Expansão para a ABC
Em 1968, Al Primo foi contratado pela ABC e implantou o formato na WABC-TV de Nova York. A trilha sonora utilizada no noticiário, chamada de "Tar Sequence", foi adaptada do filme Rebeldia Indomável. Após a bem sucedida implantação, as outras emissoras operadas pela ABC seguiram o modelo adotado pela emissora de Nova York. No caso da KGO, a emissora adotou o nome Channel 7 NewsScene em 1969 enquanto, KPIX usava o nome Eyewitness News e desde 1983 adota o nome Channel 7 News. Já a WXYZ adotava o nome Action News Enquanto o nome Eyewitness News era adotado pela WJBK. As outras emissoras da ABC adotaram o nome desde o início. A WPVI que desenvolveu o formato do Action News para concorrer com o Eyewitness News, hoje é uma emissora operada pela ABC.
Nas emissoras voltadas para o público hispânico, o formato do Eyewitness News é conhecido como noticias de primera plana.
Em Buffalo, a emissora de TV WKBW implantou um formato de telejornalismo baseado no Action News.

## Emissoras que adotam ou adotaram o nome Eyewitness News
| Cidade                   | Emissora | Afiliação | Período de utilização | Nome atual             | Notas |
| ------------------------ | -------- | --------- | --------------------- | ---------------------- | ----- |
| Albany, Nova York        | WTEN     | ABC       | 1986-1995             | News 10                |       |
| Albuquerque, Novo México | KOB      | NBC       | desde1970             | Eyewitness News 4      |       |
| Houston                  | KTRK     | ABC       |                       | ABC 13 Eyewitness News |       |
| Oklahoma City, Oklahoma  | KOCO     | ABC       |                       | KOCO 5 News            |       |

## Trilha sonora
Eyewitness News é uma trilha sonora terceirizada composta por Frank Gari fundador do estúdio de gravação de mídia Gari Media Group.